# Honda VT500

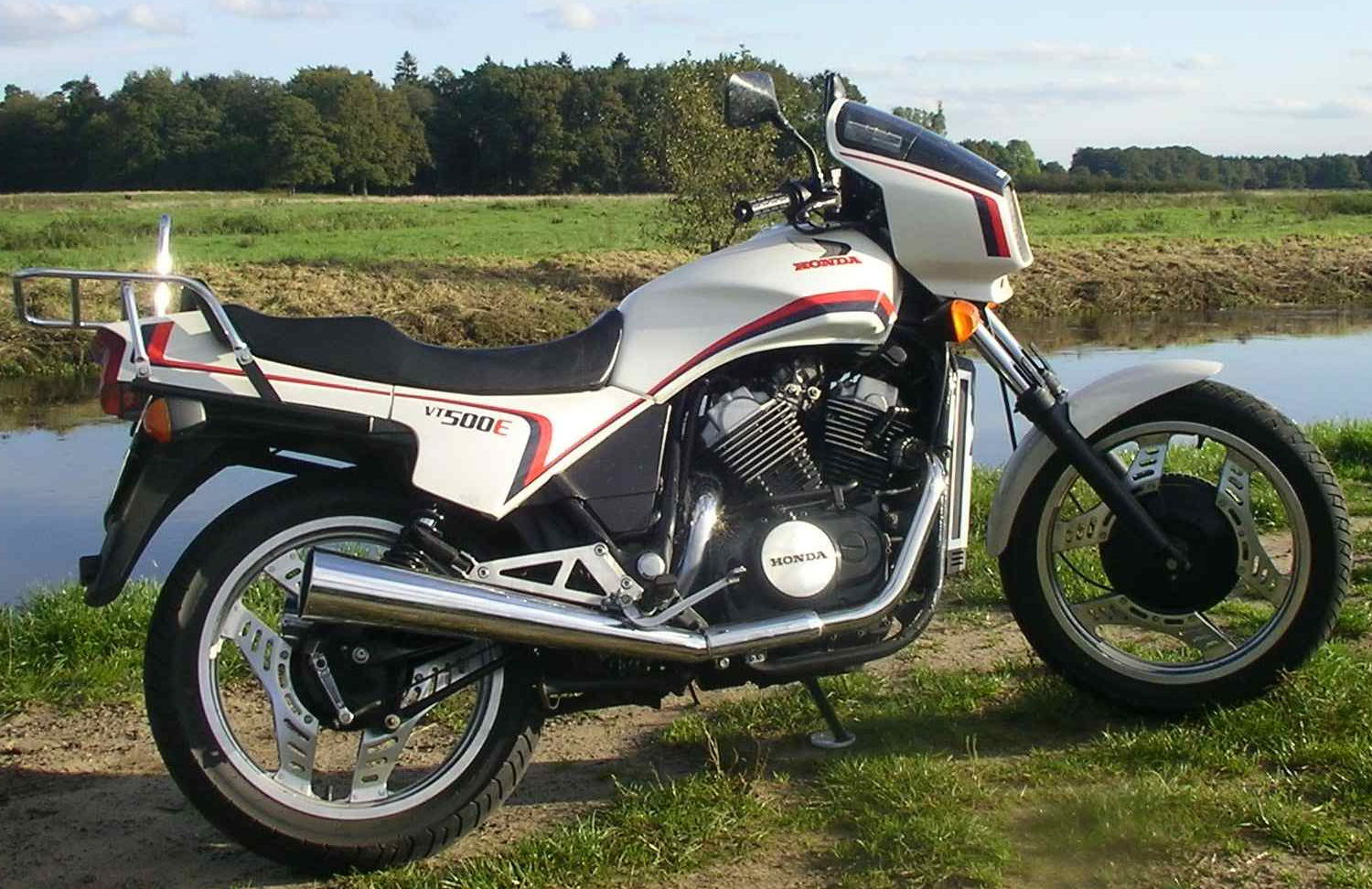
1984 Honda VT500E

El VT500 es un motor V2 y la parte común del nombre con que se designa a una serie de motocicletas Honda que usan el mismo.
Las motocicletas con ese motor fueron lanzadas en el show motociclístico de Colonia de septiembre de 1982, se produjeron con varios nombres para diferentes usos y mercados como Honda Ascot, Honda Shadow y Honda Euro Sport.

## Parámetros de diseño
Los motores convencionales V2 están, en las motocicletas, normalmente orientados transversalmente (cigüeñal) y con un ángulo de 90° entre los pistones, para reducir las vibraciones del motor. Esto crea una motocicleta larga y pesada para que quepa el motor en el bastidor de la misma. 
Honda ordenó a sus diseñadores construir una motocicleta con motor V2 de ángulo menor a 90° para hacerlo compacto y ligero a la vez; ellos lograron un motor óptimo con ángulo entre pistones a 52°, con poco peso en los balancines del cigüeñal y sin tanta vibración al desalinear las bielas en un muñón. El motor fue uno de los más ligeros de su tiempo de modo que el diseño aún se usa en la actualidad (2015), por ejemplo en la Honda Shadow 750.

## Especificaciones
El motor es un V2 a 52° de 4 tiempos con un desplazamiento de 491cc. Las vibración del motor lograda por el desalineamiento de las bielas es comparable a la tiene un motor en V a 90°.
- Diámetro:    71mm
- Carrera:  62mm
- Válvulas:  3 por cilindro.[2]
- Potencia:   54 CV (35.4 kW) @ 9,000 rpm.[2]
- Caja de velocidades: Seis velocidades con overdrive para dar la sexta.[2]
- Par motor:  31 lb-pie (42 Nm) @ 7,000 rpm (marzo de 2015).

## Transmisión
Para este motor se han usado tanto eje y cardán como transmisión a cadena.

## Desarrollos
El diseño del motor VT500 es también la base para los posteriores motores de las motocicletas Honda de las series NTV, NT, VRX y XLV que varían de  400 cc a 1000 cc.